# Martin Dušič
Martin Dušič, slovenski učitelj in ravnatelj, * 1948.
Pred zaposlitvijo v rojstnih Pišecah je poučeval na Osnovni šoli Dobova in njeni podružnici Kapele, na Osnovni šoli Knežak pri Ilirski Bistrici ter na Osnovni šoli Prule v Ljubljani.
Bil je dolgoletni ravnatelj Osnovne šole Maksa Pleteršnika Pišece, prav tako dolga leta tajnik, sedaj predsednik Društva za varovanje maternega jezika, naravne in kulturne dediščine "Maks Pleteršnik" Pišece. Leta 2009 je prejel državno nagrado na področju šolstva za posebno organizacijsko in inovativno delo na področju osnovnega šolstva, in sicer vezano na projektno učno delo podprto z računalniškim poukom. Izredno zaslužno je tudi njegovo delo na področju UNESCO dejavnosti v osnovnem in srednjem šolstvu.